# Râul Peleaga
Râul Peleaga este unul din cele două brațe care formează Râul Lăpușnicul Mare. 

## Hărți
- Harta județului Hunedoara
- Harta Munților Retezat  Arhivat în 10 iulie 2012, la Wayback Machine.